# Disputa de Ligitan e Sipadan

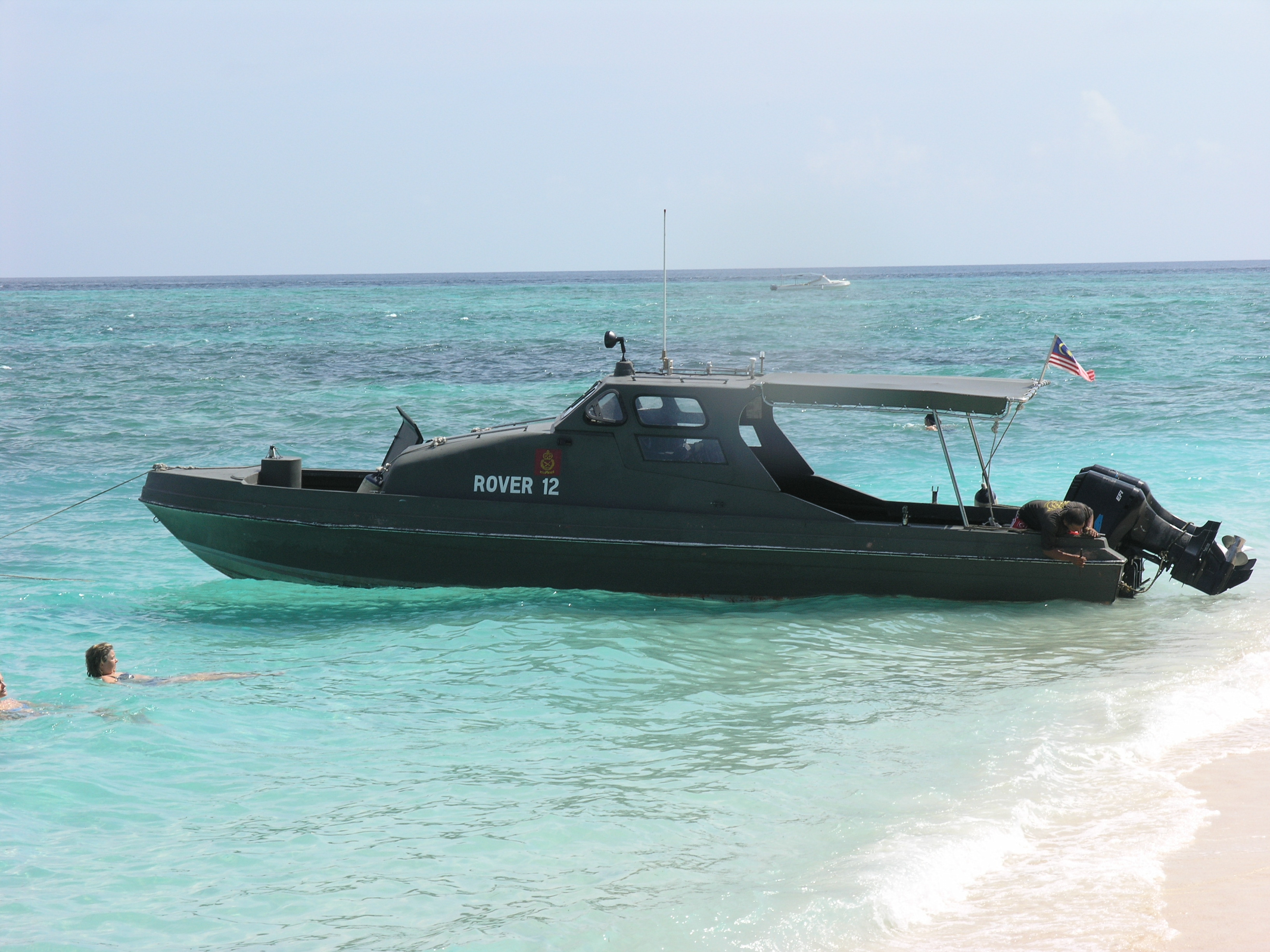
Barco da Marinha Real da Malásia protegendo a ilha de Sipadan (2006).

A disputa de Ligitan e Sipadan foi uma disputa territorial entre a Malásia e a Indonésia sobre as ilhas de Ligitan e Sipadan, situadas a leste de Bornéu. A disputa foi arbitrada pelo Tribunal Internacional de Justiça e a causa foi ganha pela Malásia.

## Antecedentes
Ligitan e Sipadan são duas pequenas ilhas no mar de Celebes ao largo da costa do estado malaio de Sabah. A soberania sobre as ilhas tem sido disputada pela Indonésia e Malásia desde 1969 e intensificou-se em 1991 quando a Indonésia descobriu que a Malásia tinha construído alguns equipamentos turísticos em Sipadan. A Indonésia reclamou que tinha feito um acordo verbal com a Malásia em 1969 para discutir a questão da soberania sobre estas ilhas. A Malásia, porém, negou a existência de tal acordo, defendendo que as ilhas sempre tinham feito parte do território de Sabah. Ambos os países não delimitaram as suas fronteiras marítimas na região, e o tribunal não foi chamado a pronunciar-se sobre tal. Em 2 de novembro de 1998, ambos os países acordaram em levar o assunto ao Tribunal Internacional de Justiça (TIJ).

## Decisão do tribunal
Ambas as ilhas foram originalmente consideradas como terra nullius. Mas como o antecessor da Malásia, o Grã-Bretanha, desenvolveu significativamente as ilhas em comparação com o antecessor da Indonésia, os Países Baixos, especialmente após a formação da Malásia como uma nação, o tribunal utilizou isso como principal motivo decidiu atribuir a ilhas para a Malásia com base na sua "ocupação efetiva". Além disso, também é reconhecido que ambas as ilhas estavam muito mais próximas da Malásia do que da Indonésia, e havia uma documentação mais antiga da Malásia sobre o acordo britânico de 1878 com o Sultanato de Sulu, perante o qual a Grã-Bretanha adquirira a área do Sultanato integrando-a como parte do Bornéu britânico, enquanto a reivindicação indonésia é principalmente baseada no tratado de fronteira de 1891 entre a Grã-Bretanha e os Países Baixos.